# Louis Wade Sullivan

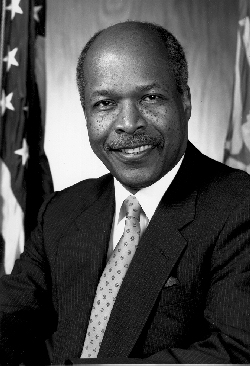
Louis Sullivan

Louis Wade Sullivan (Atlanta, Geórgia, 3 de novembro de 1933) é um ativista, político, autor e médico. Ele foi secretário do Departamento de Saúde e Serviços Humanos dos Estados Unidos durante a presidência de George H. W. Bush e um dos fundadores da Escola de Medicina de Morehouse.